# HD31640
HD31640 — хімічно пекулярна зоря спектрального класу A3, що має видиму зоряну величину в смузі V приблизно  8,0.
Вона  розташована на відстані близько 416,5 світлових років від Сонця.